# Ҥ (слово ћирилице)
Ҥ ҥ (Ҥ ҥ; искошено: Ҥ ҥ) је слово ћириличног писма које се користи искључиво у несловенским језицима. Зове се Нг.
Облик слова је настао као лигатура ћириличких слова Н (Н н) и Г (Г г), али се Ҥ користи као посебно слово у азбукама.  Представља веларни носни звук /ŋ/, попут изговора ⟨нг⟩ у „менингитис“.
Ҥ је романизовано помоћу N, Ng или чак Ŋ.
Ҥ се користи у азбукама алеутског, алтајског, ливадског Мари и јакутског језика.
У појединим старословенским рукописима, слово истог облика могло би се користити за представљање палатализованог /нʲ/, што је улога слична модерном српском и македонском слову Њ (Њ њ). Ови рукописи такође могу садржати слично грађене знакове за палатализоване Д, З, Л и Р.

## Рачунарски кодови
| Знак                      | Ҥ                                | Ҥ                                | ҥ                              | ҥ                              |
| ------------------------- | -------------------------------- | -------------------------------- | ------------------------------ | ------------------------------ |
| Назив у Уникоду           | CYRILLIC CAPITAL LIGATURE EN GHE | CYRILLIC CAPITAL LIGATURE EN GHE | CYRILLIC SMALL LIGATURE EN GHE | CYRILLIC SMALL LIGATURE EN GHE |
| Врста кодирања            | децимална                        | хексадецимална                   | децимална                      | хексадецимална                 |
| Уникод                    | 1188                             | U+04A4                           | 1189                           | U+04A5                         |
| UTF-8                     | 210 164                          | D2 A4                            | 210 165                        | D2 A5                          |
| Нумеричка референца знака | &#1188;                          | &#x4A4;                          | &#1189;                        | &#x4A5;                        |

## Слична слова
- Ң ң : Ћириличко слово Н са силазницом

- Ӈ ӈ : Ћириличко слово Нг/Н са куком

- Ŋ ŋ : Латинично слово Енг

- Ꞑ, ꞑ: Латинично слово Н са силазницом